# Nesticus cooperi
Nesticus cooperi là một loài nhện trong họ Nesticidae.
Loài này thuộc chi Nesticus. Nesticus cooperi được Willis J. Gertsch miêu tả năm 1984.